# 羅漢の里

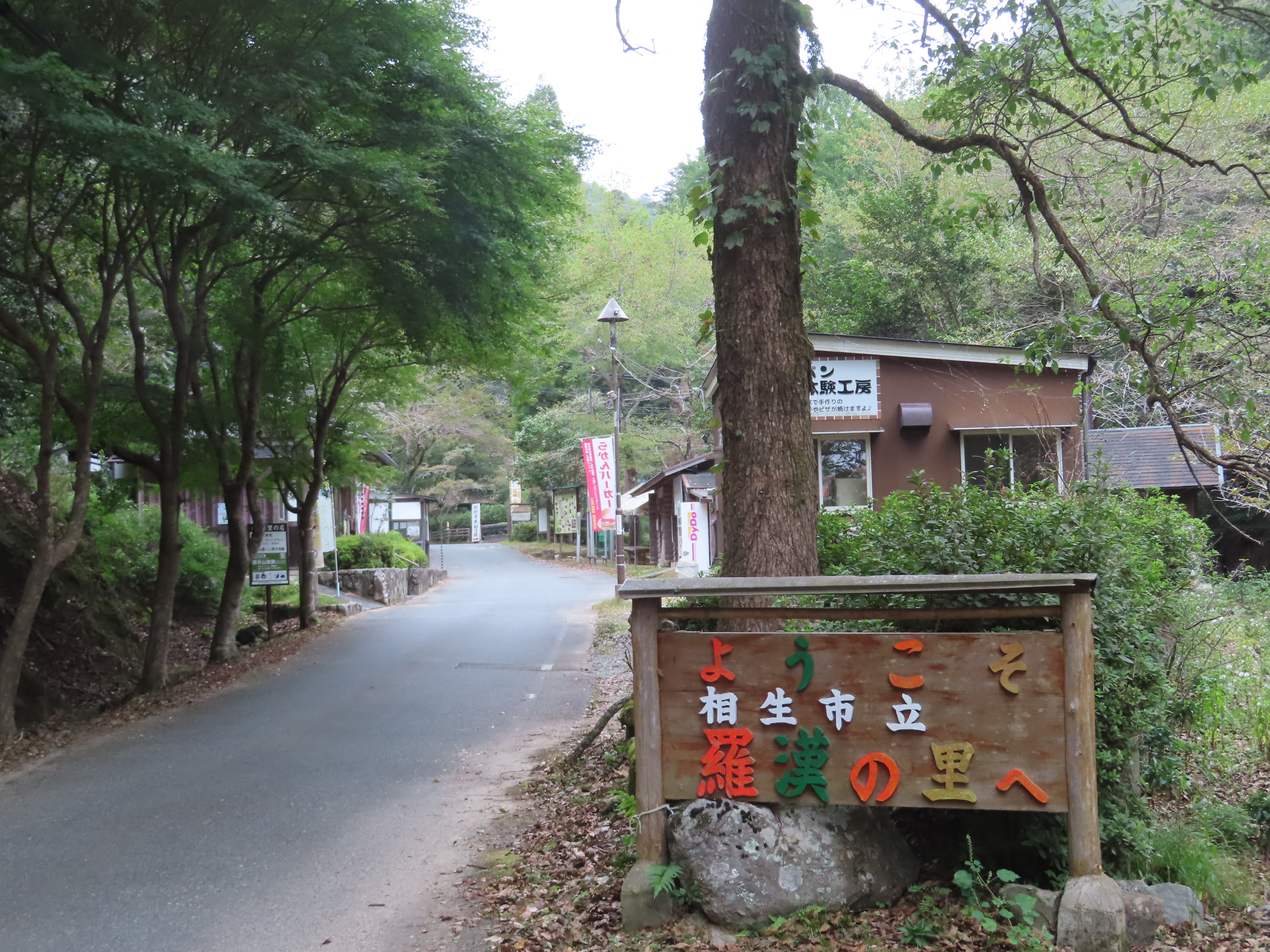
入口

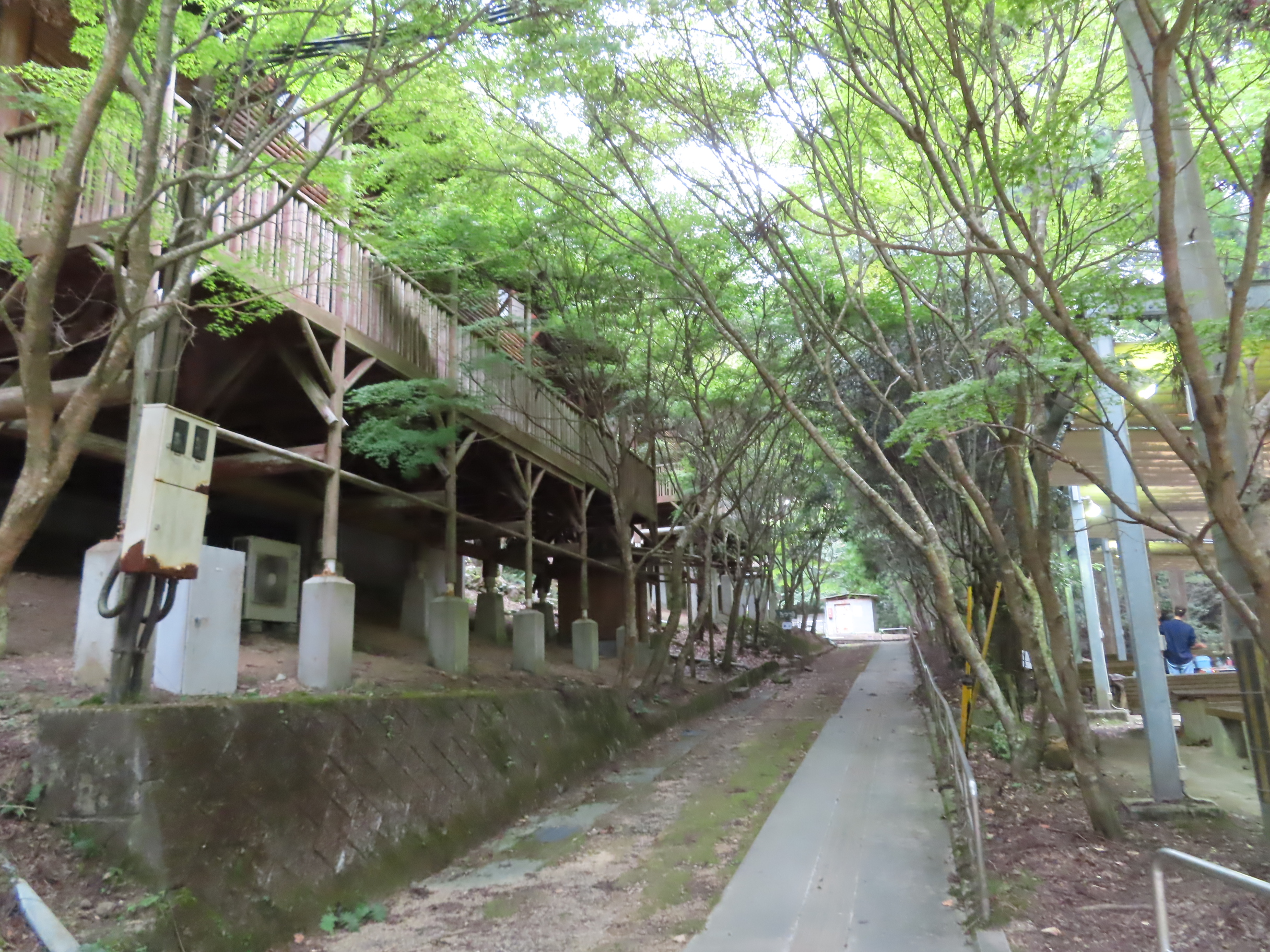
コテージ

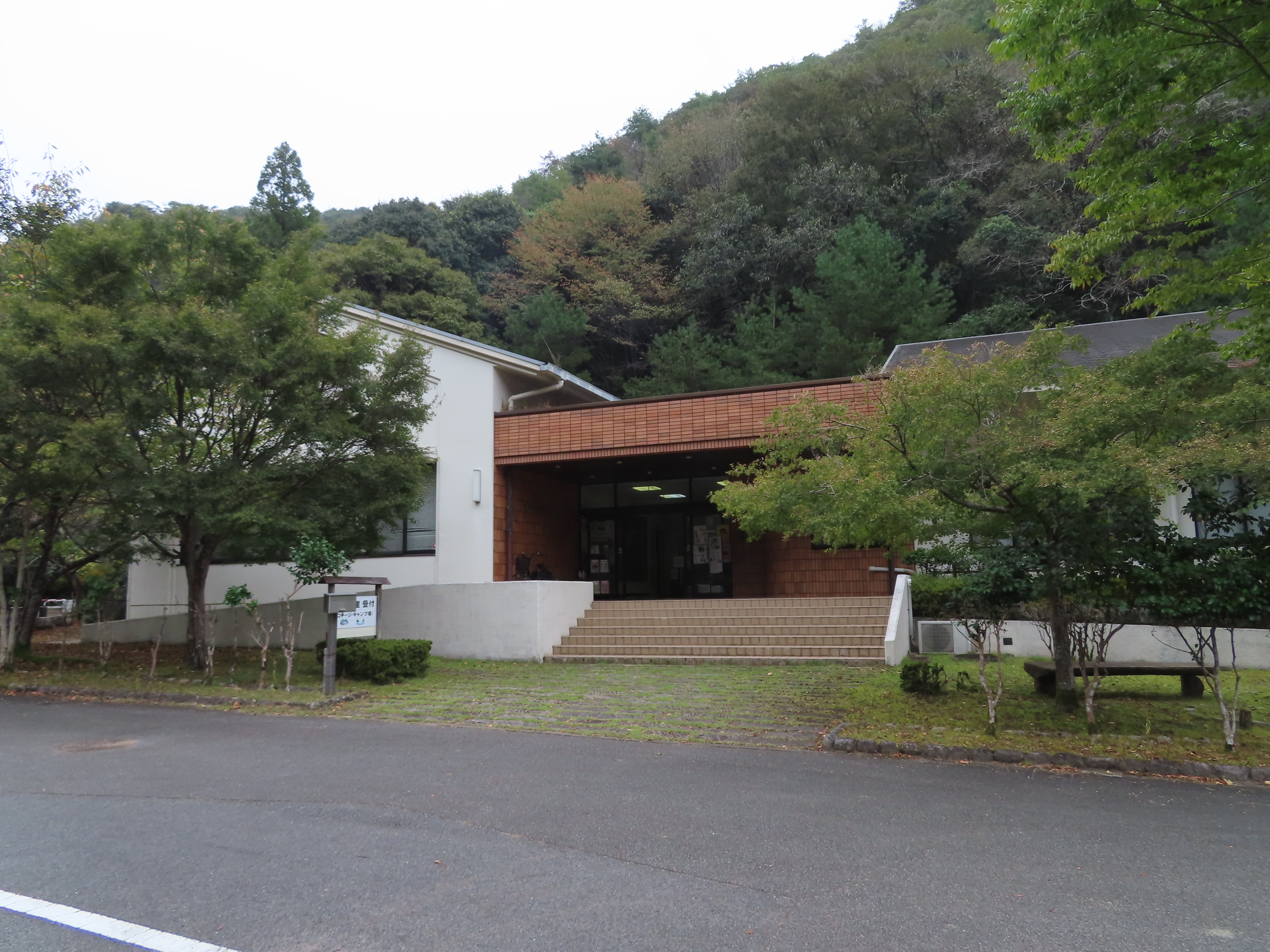
研修センター

羅漢の里（らかんのさと）は兵庫県相生市矢野町にあるキャンプ場である。コテージ、テント張り場がある。正式名称は、相生市立羅漢の里。

## 概要
- 西播丘陵県立自然公園に属する。
- 相生市の北部、矢野町瓜生に位置する羅漢渓谷にある。周辺には、戦国時代に造られた瓜生羅漢石仏（十六羅漢）や国指定史跡の感状山城跡などがある。
- 木造のコテージに山道、小川、水車、アスレチック等がある自然にあふれた場所で、家族でのキャンプには持って来いの場所である。

## イベント
- もみじ祭り - 毎年11月に開催。かかしのコンテスト等が行われる。

## 所在地・交通アクセス
- 兵庫県相生市矢野町瓜生字羅漢口28番地
- JR山陽本線相生駅から神姫バス榊行で15分、「瓜生」下車、徒歩10分